# Německý ohař drátosrstý
Německý ohař drátosrstý (německy: Deutsch Drahthaar, anglicky: German Wirehaired pointer) je lovecké psí plemeno.

## Historie
Německý ohař drátosrstý se vyvinul ze starých vodních psů, převážně z Anglie, využívaných pro lov bobrů, vyder a k nahánění ryb . Od nich se také odvozují další hrubosrstá psí plemena, třeba český fousek. Vyvinul se v 19. století, hlavně křížením nejlepších německých hrubosrstých psů, jako je pudlpointr a korthalsům grifon . Měli být využívání hlavně jako lovečtí psi se specializací na lov pernaté zvěře a stavění. V současné době se k těmto účelům stále využívají, ale najdeme je i jako společníky.
První popis těchto psů byl vytvořen v německém Hannoveru roku 1882, ve stejný den na stejném místě byl vytvořen i popis německého ohaře ostnosrstého , čímž se tato plemena rozdělila na dvě (do té doby byla brána jako jedno).
Oficiální používaná zkratka v Česku je NDO. Zde se toto plemeno běžně chová a nalezneme zde mnoho chovatelských stanic.

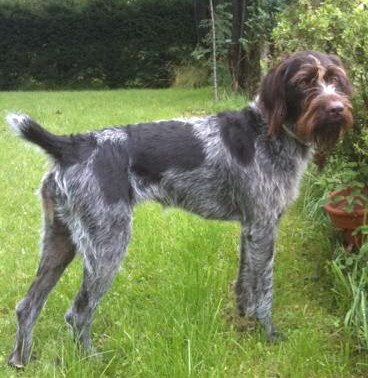

## Vzhled
Toto psí plemeno je elegantní, souměrné tělesné stavby s harmonickými proporcemi. Jeho hrubá srst je jeho nejvýraznějším rysem. Pokrývá celé tělo a je krátká a hustá. Vyskytuje se v barvách hnědý bělouš, černý bělouš nebo světlý bělouš s ploténkami nebo ve hnědé barvě s bílým náprsním znakem. Má psa chránit přes deštěm, zimou a jinými vnějšími vlivy. Výška kohoutku se pohybuje mezi 60 - 65 cm a hmotnost mezi 20 - 25 kg. Ocas se běžně kupíruje.

### Podobná plemena
Německý ohař drátosrstý je lehce zaměnitelný s českým fouskem. Ten je ale starší, těžší a vyšší. U českého fouska se také vyskytují jemné chlupy na hlavě, zatímco u německého ohaře drátosrstého je to nepřípustné. i pudlpointři jsou těmto psům podobní.

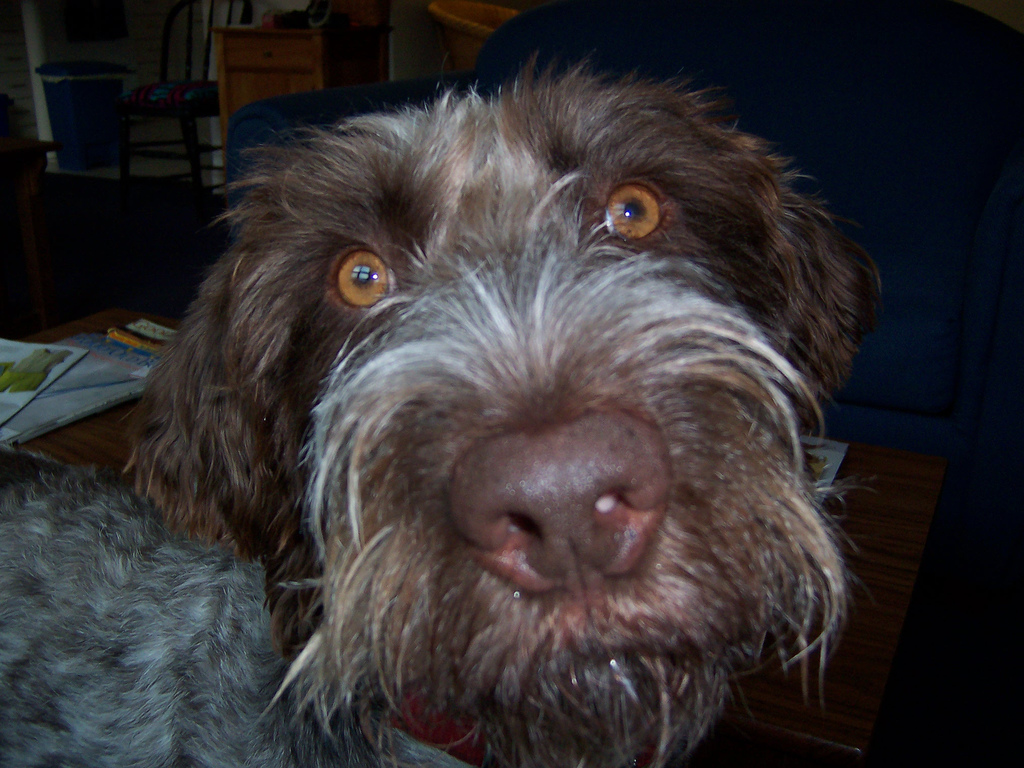

## Povaha
Povahově je německý ohař drátosrstý bystrý, oddaný, přátelský a aktivní pes. Jeho největší předností je vyvinutý lovecký pud a nenáročná péče. Vůči majiteli či rodině je oddaný a loajální a v případě nutnosti ji tvrdě brání. Je hravý, bystrý a inteligentní, lehce se cvičí. Je mírně tvrdohlavý, ale ne dominantní. K dětem je přátelský, milý a nemá problém s nimi vyjít. Je vhodné chovat jej ve smečce několika psů. S ostatními zvířaty vychází těžko, protože má potřebu je pronásledovat a následně dávit, při seznamování s nimi odmalička by ale neměl být problém. Je to dobrý hlídač, k cizím je odtažitý.

## Péče
Jeho srst je nenáročná. Má podsadu a je vhodné ji občas vykartáčovat hřeblem nebo kartáčem s tvrdými štětinami. Větší pozornost je nutné věnovat jeho uším a chloupkům v nich, ty je nutné vytrhávat, jinak by bakterie na nich mohliy způsobit zánět zvukovodu.
Vyžaduje hodně pohybu veškerého typu. Hodí se pro lov, horské túry, psí sporty... Nejpřirozenější je pro něj lov zvěře a je těžké mu jej odepřít
Lehce se cvičí, ale je nutné, aby mu jeho majitel ukázal, jak je vyrovnaný a asertivní. Učí se rychle a je vhodný i pro začátečníky.